# Festival Eurovisão da Canção 1982
O Festival Eurovisão da Canção 1982 (em inglês: Eurovision Song Contest 1982 e em francês: Concours Eurovision de la chanson 1982) foi o 27º Festival Eurovisão da Canção e realizou-se em 24 de abril de 1982 em Harrogate, Inglaterra. A apresentadora foi Jan Leeming. Nicole foi a vencedora desse ano com a canção "Ein bißchen Frieden" (Um pouco de paz). 

## Local

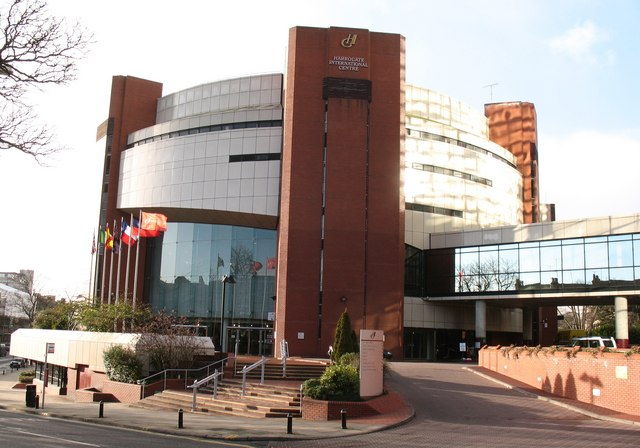
O Harrogate International Centre, em Harrogate, no Reino Unido.

O Festival Eurovisão da Canção 1982 ocorreu no auditório principal do Centro de Convenções Internacional de Harrogate, no Reino Unido, o que, na altura do seu anúncio, causou uma certa surpresa, pois até então,o Festival nunca aconteceu em uma cidade de pequeno porte. A capacidade do auditório era de 2 mil pessoas.
A ideia da BBC era a de aproveitar a infraestrutura do seu centro de convenções recém inaugurado e que a época era um dos mais modernos do mundo. Harrogate é uma cidade da Inglaterra (Reino Unido), com cerca 85 000 habitantes. Fica situada no condado de North Yorkshire e a este da cidade de York. Possui indústrias alimentares e é centro turístico e estância balnear (famosa pelas suas cerca 100 nascentes de águas sulfurosas e ferruginosas). A população está dividida em High e Low Harrogate. A cidade fica perto de York, Ripon, Knaresborough, West Yorkshire, Leeds e Wetherby. Votada como a melhor povoação para viver em Yorkshire, Harrogate é uma considerada uma joia do norte inglês. O seu refinamento, apesar da sua proximidade a cidades industriais, reflete-se no bairro de Montpellier, que acolhe cerca de 80 lojas e converteu-se num centro de referência artística e de venda de antiguidades. É casa do famoso salão de chá Bettys, os seus banhos turcos são uma alternativa para esquecer o stress.

## Formato
Após a mudança de pessoal na emissora pública francesa, como consequência das eleições do ano anterior na França, os novos líderes da televisão pública francesa queriam introduzir a cultura em todos os nível e, por ser considerada algo "não cultural" pela emissora TF1, a França acabou a retirar-se do concurso. No entanto, a decisão da retirada foi anunciada em cima da hora e devido a falta de tempo útil, nenhuma outra emissora do sistema público de televisão pôde assumir a participação, nem transmitir o evento. Quando a decisão foi anunciada, esta caiu como uma bomba no país, levando a diversas ondas de manifestações públicas no país. Jacques Lang, então Ministro da Cultura, chegou a descrever o concurso como um monumento à idiotice, com o chefe de entretenimento Pierre Bouteiller a acompanhá-lo, dizendo: "A falta de talento e a mediocridade das músicas são incomodas." No ano seguinte, outro canal público tornou-se pela responsável pela participação, a Antenne 2.
A Grécia também se retirou, apesar de fazer parte da lista de participantes e ser 2º a subir ao palco. O tema que seria apresentado em Harrogate intitulava-se "Sarantapente Kopelies" e era interpretada por Themis Adamantidis. Tal aconteceu porque a então ministra da cultura grega, a atriz Melina Mercouri, achou a música de gosto duvidoso. Por medo de que arranhasse a imagem do país no exterior, Mercouri decidiu monocraticamente pela retirada grega.
A Alemanha sagrou-se pela primeira vez como vencedora. A vitória de Nicole foi muito previsível pois esta obteve 161 pontos contra os 100 pontos alcançados por Avi Toledano. No final, ao repetir a canção, cantou em inglês, francês, holandês e alemão, recebendo um estrondoso aplauso de toda a audiência.
A tradição dos vencedores do ano anterior, entregando o prêmio aos atuais vencedores, não foi seguida por Bucks Fizz, vencedores em 1981.
A banda irlandesa Chips perdeu na final nacional, que, se tivessem sido bem sucedidas, teriam levado à situação única de duas bandas na mesma edição com o mesmo nome (sendo a outra a Suécia).
O participante da Finlândia, Kojo, veio com uma música de protesto contra as bombas nucleares e um apelo à paz. No entanto, não recebeu um único voto.
Apesar de a cidade não ter deixado a sua vida habitual e de o país estar a seguir atentamente a crescente tensão nas Malvinas, que parecia estar a caminho da guerra, não deixou de haver uma recepção oficial. Esta aconteceu no castelo de Howard e implicou uma viagem no tempo: as delegações foram transportadas em liteiras, havia empregados vestidos de acordo com a moda do século XVII e músicos a tocar canções dessa época.

## Visual
O vídeo introdutório começou com uma visão de um mapa da Europa desenhado num pergaminho. Os diferentes países participantes iluminados sucessivamente com laranja e em cada um deles, saía a mesma pergunta, formulada na língua nacional do país: "Onde está Harrogate?".  A câmera então fez uma visão ampliada do Reino Unido, depois de Yorkshire. Harrogate apareceu no centro, marcado por um círculo laranja. O vídeo continuou com gravuras e pontos turísticos da cidade. Em seguida, foram mostrados os preparativos para o evento, as vitrines decoradas das lojas e uma exposição de flores. O vídeo concluiu com vistas noturnas do Centro de Conferências e a chegada dos carros com as delegações ao local de competição
A orquestra, dirigida por Ronnie Hazlehurst, localizava-se à esquerda em duas arquibancadas. À direita estava o comitê de votação. A mesa do supervisor foi montada pela primeira vez na sala, de frente para o quadro de votações, e não mais no palco, debaixo do quadro de votações. No centro estava o pódio para os artistas. Consistia em quatro níveis, os dois primeiros mais estreitos, os dois últimos maiores. Esses níveis alternavam superfícies reflexivas e superfícies foscas. Os dois níveis superiores foram decorados com um quadrado brilhante. Todos foram alinhados com bandas de luz. O primeiro nível deu as boas-vindas à extremidade direita, o microfone do apresentador. O terceiro nível tinha dois pódios retangulares móveis, de cor branca e interligados entre si. O quarto nível apresentava duas decorações rotativas, consistindo de espelhos e prateleiras retangulares. O fundo foi decorado com elementos retangulares e pilastras luminosas. Todo o conjunto assumiu cores vermelho, azul e verde, dependendo das atuações.
A apresentadora foi Jan Leeming, que falou aos espectadores em inglês e francês e apresentou os países participantes, maestros e artistas.
Os cartões postais começaram com planos na bolha de cada emissora nacional, antes de entrar em pontos turísticos do país participante, com algumas notas do hino nacional de fundo. Os artistas foram mostrados em seu próprio país e depois em Harrogate durante a semana do evento.
O intervalo foi ocupado com imagens de Yorkshire e Castle Howard, com os melhores momentos da recepção oficial a serem mostrados, com fogos de artifícios no final.

## Votação
Cada país tinha um júri composto por 11 elementos, que atribuiu 12, 10, 8, 7, 6, 5, 4, 3, 2, 1 pontos às dez canções mais votadas.
O supervisor executivo da EBU foi Frank Naef.
Durante a votação, a câmera fez vários close-ups dos artistas. Em particular, Nicole, Ralph Siegel, Bill van Dijk, Aska, Bardo, Arlette Zola, Kojo e Anna Vissi apareceram.
O público manifestou a sua surpresa duas vezes: quando a Suécia atribuiu os seus "doze pontos" à Jugoslávia e quando a Áustria atribuiu apenas um ponto à Alemanha.

## Participações individuais
Predefinição:Participações Individuais ESC1982

## Participações

Países participantes

| País          | Título original da Canção                       | Artista                     | Processo                                       | Data da Selecção        |
| País          | Tradução em Português                           | Idiomas de Interpretação    | Processo                                       | Data da Selecção        |
| ------------- | ----------------------------------------------- | --------------------------- | ---------------------------------------------- | ----------------------- |
| Alemanha      | "Ein bißchen Frieden"                           | Nicole                      | Ein lied für Harrogate 1982                    | 20 de março de 1982     |
| Alemanha      | Um pouco de paz                                 | Alemão                      | Ein lied für Harrogate 1982                    | 20 de março de 1982     |
| Áustria       | "Sonntag"                                       | Mess                        | Österreichische Vorausscheidung 1982           | 25 de março de 1982     |
| Áustria       | Domingo                                         | Alemão                      | Österreichische Vorausscheidung 1982           | 25 de março de 1982     |
| Bélgica       | "Si tu aimes ma musique"                        | Stella                      | Palmarès 1982                                  | 7 de março de 1982      |
| Bélgica       | Se gostares da minha música                     | Francês                     | Palmarès 1982                                  | 7 de março de 1982      |
| Chipre        | "Mono i agapi" (Μόνο ή αγάπη)                   | Island                      | Seleção interna                                | -                       |
| Chipre        | Só o amor                                       | Grego                       | Seleção interna                                | -                       |
| Dinamarca     | "Video, Video"                                  | Brixx                       | Dansk Melodi Grand-Prix 1982                   | 13 de março de 1982     |
| Dinamarca     | Video, Video                                    | Dinamarquês                 | Dansk Melodi Grand-Prix 1982                   | 13 de março de 1982     |
| Espanha       | "Él"                                            | Lucía                       | Seleção Interna                                | -                       |
| Espanha       | Ele                                             | Castelhano                  | Seleção Interna                                | -                       |
| Finlândia     | "Nuku pommiin"                                  | Kojo                        | Euroviisut 1982                                | 19 de fevereiro de 1982 |
| Finlândia     | Bombas fora                                     | Finlandês                   | Euroviisut 1982                                | 19 de fevereiro de 1982 |
| Grécia        | "Sarantapente kopelies" (Σαρανταπέντε κοπελιές) | Themis Adamantidis          | Seleção Interna                                | -                       |
| Grécia        | Quarenta mulheres jovens                        | Grego                       | Seleção Interna                                | -                       |
| Irlanda       | "Here today gone tomorrow"                      | The Duskeys                 | National Song Contest 1982                     | 14 de março de 1982     |
| Irlanda       | Hoje estou aqui, amanhã terei ido               | Inglês                      | National Song Contest 1982                     | 14 de março de 1982     |
| Israel        | "Hora" (הורה)                                   | Avi Toledano                | Kdam Eurovision 1982                           | 3 de março de 1982      |
| Israel        | Hora                                            | Hebraico                    | Kdam Eurovision 1982                           | 3 de março de 1982      |
| Iugoslávia    | "Halo, Halo" (Хало, хало)                       | Aska                        | Pjesma Eurovizije 1982                         | 12 de março de 1982     |
| Iugoslávia    | Alô! Alô!                                       | Servo-croata                | Pjesma Eurovizije 1982                         | 12 de março de 1982     |
| Luxemburgo    | "Cours après le temps"                          | Svetlana                    | Seleção interna                                | -                       |
| Luxemburgo    | Corre atrás do tempo                            | Francês                     | Seleção interna                                | -                       |
| Noruega       | "Adieu"                                         | Jahn Teigen e Anita Skorgan | Melodi Grand Prix 1982                         | 20 de março de 1982     |
| Noruega       | Adeus                                           | Norueguês                   | Melodi Grand Prix 1982                         | 20 de março de 1982     |
| Países Baixos | "Jij en ik"                                     | Bill van Dijk               | Nationaal Songfestival 1982                    | 24 de fevereiro de 1982 |
| Países Baixos | Tu e eu                                         | Holandês                    | Nationaal Songfestival 1982                    | 24 de fevereiro de 1982 |
| Portugal      | "Bem bom"                                       | Doce                        | Festival RTP da Canção 1982                    | 6 de março de 1982      |
| Portugal      | Bem bom                                         | Português                   | Festival RTP da Canção 1982                    | 6 de março de 1982      |
| Reino Unido   | "One step further"                              | Bardo                       | A song for Europe 1982                         | 24 de março de 1982     |
| Reino Unido   | Um passo mais longe                             | Inglês                      | A song for Europe 1982                         | 24 de março de 1982     |
| Suécia        | "Dag efter dag"                                 | Chips                       | Melodifestivalen 1982                          | 27 de fevereiro de 1982 |
| Suécia        | Dia a dia                                       | Sueco                       | Melodifestivalen 1982                          | 27 de fevereiro de 1982 |
| Suíça         | "Amour on t'aime"                               | Arlette Zola                | Finale Suisse 1982                             | 28 de janeiro de 1982   |
| Suíça         | Amor, amamos-te                                 | Francês                     | Finale Suisse 1982                             | 28 de janeiro de 1982   |
| Turquia       | "Hani?"                                         | Neco                        | Eurovision Şarkı Yarışması Türkiye Finali 1982 | 7 de março de 1982      |
| Turquia       | Onde?                                           | Turco                       | Eurovision Şarkı Yarışması Türkiye Finali 1982 | 7 de março de 1982      |

## Festival
| #   | País          | Idioma       | Artista                     | Canção                        | Lugar | Pontuação |
| --- | ------------- | ------------ | --------------------------- | ----------------------------- | ----- | --------- |
| 1º  | Portugal      | Português    | Doce                        | "Bem bom"                     | 13º   | 32        |
| 2º  | Luxemburgo    | Francês      | Svetlana                    | "Cours après le temps"        | 6º    | 78        |
| 3º  | Noruega       | Norueguês    | Jahn Teigen e Anita Skorgan | "Adieu"                       | 12º   | 40        |
| 4º  | Reino Unido   | Inglês       | Bardo                       | "One step further"            | 7º    | 76        |
| 5º  | Turquia       | Turco        | Neco                        | "Hani?"                       | 15º   | 20        |
| 6º  | Finlândia     | Finlandês    | Kojo                        | "Nuku pommiin"                | 18º   | 0         |
| 7º  | Suíça         | Francês      | Arlette Zola                | "Amour on t'aime"             | 3º    | 97        |
| 8º  | Chipre        | Grego        | Anna Vissi                  | "Mono i agapi" (Μόνο η αγάπη) | 5º    | 85        |
| 9º  | Suécia        | Sueco        | Chips                       | "Dag efter dag"               | 8º    | 67        |
| 10º | Áustria       | Alemão       | Mess                        | "Sonntag"                     | 9º    | 57        |
| 11º | Bélgica       | Francês      | Stella                      | "Si tu aimes ma musique"      | 4º    | 96        |
| 12º | Espanha       | Castelhano   | Lucía                       | "Él"                          | 10º   | 52        |
| 13º | Dinamarca     | Dinamarquês  | Brixx                       | "Video, Video"                | 17º   | 5         |
| 14º | Iugoslávia    | Servo-croata | Aska                        | "Halo, Halo" (Хало, хало)     | 14º   | 21        |
| 15º | Israel        | Hebraico     | Avi Toledano                | "Hora" (הורה)                 | 2º    | 100       |
| 16º | Países Baixos | Holandês     | Bill van Dijk               | "Jij en ik"                   | 16º   | 8         |
| 17º | Irlanda       | Inglês       | The Duskeys                 | "Here Today Gone Tomorrow"    | 11º   | 49        |
| 18º | Alemanha      | Alemão       | Nicole                      | "Ein bißchen Frieden"         | 1º    | 161       |

### Resultados
A ordem de votação no Festival Eurovisão da Canção 1982, foi a seguinte:

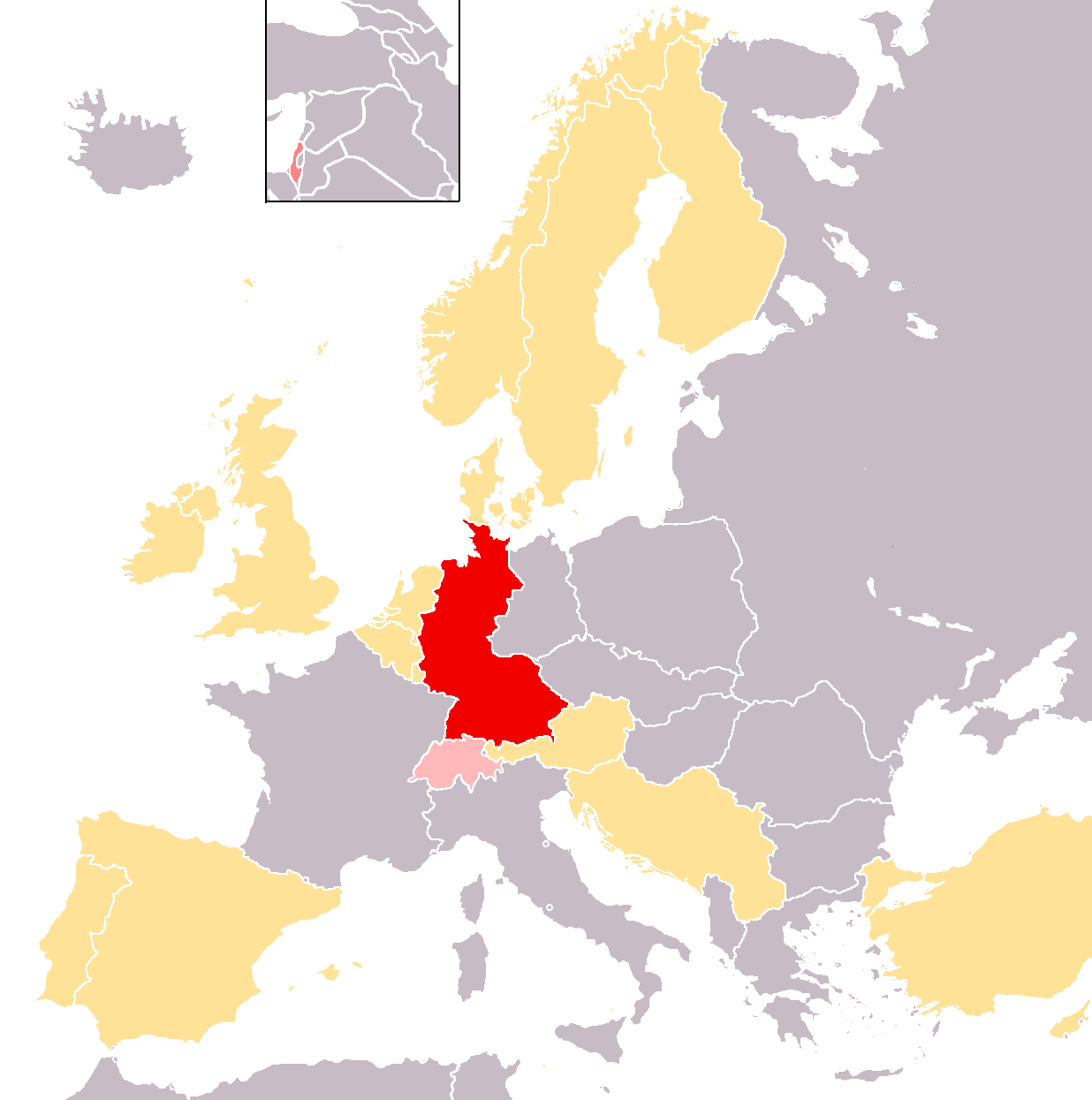
Vencedor
2º classificado
3º classificado

| Países Votantes | Países Pontuados | Países Pontuados | Países Pontuados | Países Pontuados | Países Pontuados | Países Pontuados | Países Pontuados | Países Pontuados | Países Pontuados | Países Pontuados | Países Pontuados | Países Pontuados | Países Pontuados | Países Pontuados                              | Países Pontuados | Países Pontuados | Países Pontuados     | Países Pontuados |
| --------------- | ---------------- | ---------------- | ---------------- | ---------------- | ---------------- | ---------------- | ---------------- | ---------------- | ---------------- | ---------------- | ---------------- | ---------------- | ---------------- | --------------------------------------------- | ---------------- | ---------------- | -------------------- | ---------------- |
| Países Votantes | Portugal         | Luxemburgo       | Noruega          | Reino Unido      | Turquia          | Finlândia        | Suíça            | Chipre           | Suécia           | Áustria          | Bélgica          | Espanha          | Dinamarca        | República Socialista Federativa da Iugoslávia | Israel           | Países Baixos    | República da Irlanda | Alemanha         |
| Portugal        |                  | 6                |                  | 4                |                  |                  | 2                | 5                | 7                |                  | 8                |                  | 3                |                                               | 10               |                  | 1                    | 12               |
| Luxemburgo      | 7                |                  | 6                | 12               | 8                |                  | 2                | 4                | 3                |                  | 5                | 1                |                  |                                               | 10               |                  |                      |                  |
| Noruega         |                  | 7                |                  | 6                | 3                |                  | 4                | 12               | 8                |                  | 5                |                  |                  |                                               | 1                |                  | 2                    | 10               |
| Reino Unido     | 4                | 6                |                  |                  |                  |                  | 12               | 3                | 5                | 10               | 2                |                  |                  |                                               | 1                |                  | 7                    | 8                |
| Turquia         | 5                | 3                |                  | 10               |                  |                  | 2                |                  |                  | 7                | 6                | 8                |                  | 4                                             |                  |                  | 1                    | 12               |
| Finlândia       | 2                | 7                |                  | 4                | 1                |                  |                  | 8                | 3                |                  | 5                | 6                |                  |                                               | 12               |                  |                      | 10               |
| Suíça           | 1                |                  |                  | 5                | 3                |                  |                  | 8                | 4                |                  | 2                | 7                |                  |                                               | 10               |                  | 6                    | 12               |
| Chipre          |                  |                  | 4                | 3                |                  |                  | 6                |                  |                  | 7                | 8                | 10               |                  | 1                                             | 2                |                  | 5                    | 12               |
| Suécia          | 6                |                  | 4                |                  |                  |                  | 2                |                  |                  |                  | 7                |                  | 1                | 12                                            | 10               | 3                | 5                    | 8                |
| Áustria         |                  | 2                | 6                | 12               | 3                |                  | 10               | 5                | 8                |                  | 4                |                  |                  |                                               | 7                |                  |                      | 1                |
| Bélgica         |                  | 8                | 2                |                  |                  |                  | 12               | 3                | 5                | 6                |                  | 4                |                  | 1                                             | 7                |                  |                      | 10               |
| Espanha         |                  | 5                | 2                | 1                |                  |                  |                  | 7                | 4                | 8                | 10               |                  |                  |                                               | 6                |                  | 3                    | 12               |
| Dinamarca       |                  | 4                |                  | 2                |                  |                  | 7                |                  | 8                | 6                | 10               |                  |                  | 3                                             | 1                |                  | 5                    | 12               |
| Iugoslávia      |                  |                  |                  | 6                |                  |                  | 10               | 5                | 2                | 4                | 7                | 1                |                  |                                               | 3                |                  | 8                    | 12               |
| Israel          | 1                | 5                |                  | 2                |                  |                  | 10               | 7                |                  | 4                | 6                | 8                |                  |                                               |                  |                  | 3                    | 12               |
| Países Baixos   | 4                | 7                |                  | 1                | 2                |                  | 10               | 12               | 5                |                  | 3                |                  |                  |                                               | 8                |                  |                      | 6                |
| Irlanda         | 2                | 10               | 6                | 7                |                  |                  | 8                |                  | 3                | 5                | 4                |                  | 1                |                                               |                  |                  |                      | 12               |
| Alemanha        |                  | 8                | 10               | 1                |                  |                  |                  | 6                | 2                |                  | 4                | 7                |                  |                                               | 12               | 5                | 3                    |                  |
| Total           | 32               | 78               | 40               | 76               | 20               | 0                | 97               | 85               | 67               | 57               | 96               | 52               | 5                | 21                                            | 100              | 8                | 49                   | 161              |
| Lugar           | 13º              | 6º               | 12º              | 7º               | 15º              | 18º              | 3º               | 5º               | 8º               | 9º               | 4º               | 10º              | 17º              | 14º                                           | 2º               | 16º              | 11º                  | 1º               |
| Países Votantes | Portugal         | Luxemburgo       | Noruega          | Reino Unido      | Turquia          | Finlândia        | Suíça            | Chipre           | Suécia           | Áustria          | Bélgica          | Espanha          | Dinamarca        | República Socialista Federativa da Iugoslávia | Israel           | Países Baixos    | República da Irlanda | Alemanha         |
| Países Votantes | Países Pontuados |                  |                  |                  |                  |                  |                  |                  |                  |                  |                  |                  |                  |                                               |                  |                  |                      |                  |

| Países Votantes | Países Pontuados | Países Pontuados | Países Pontuados | Países Pontuados | Países Pontuados | Países Pontuados | Países Pontuados | Países Pontuados | Países Pontuados | Países Pontuados | Países Pontuados | Países Pontuados | Países Pontuados | Países Pontuados                              | Países Pontuados | Países Pontuados | Países Pontuados     | Países Pontuados |
| --------------- | ---------------- | ---------------- | ---------------- | ---------------- | ---------------- | ---------------- | ---------------- | ---------------- | ---------------- | ---------------- | ---------------- | ---------------- | ---------------- | --------------------------------------------- | ---------------- | ---------------- | -------------------- | ---------------- |
| Países Votantes | Portugal         | Luxemburgo       | Noruega          | Reino Unido      | Turquia          | Finlândia        | Suíça            | Chipre           | Suécia           | Áustria          | Bélgica          | Espanha          | Dinamarca        | República Socialista Federativa da Iugoslávia | Israel           | Países Baixos    | República da Irlanda | Alemanha         |
| Portugal        | 0                | 6                | 0                | 4                | 0                | 0                | 2                | 5                | 7                | 0                | 8                | 0                | 3                | 0                                             | 10               | 0                | 1                    | 12               |
| Luxemburgo      | 7                | 6                | 6                | 16               | 8                | 0                | 4                | 9                | 10               | 0                | 13               | 1                | 3                | 0                                             | 20               | 0                | 1                    | 12               |
| Noruega         | 7                | 13               | 6                | 22               | 11               | 0                | 8                | 21               | 18               | 0                | 18               | 1                | 3                | 0                                             | 21               | 0                | 3                    | 22               |
| Reino Unido     | 11               | 19               | 6                | 22               | 11               | 0                | 20               | 24               | 23               | 10               | 20               | 1                | 3                | 0                                             | 22               | 0                | 10                   | 30               |
| Turquia         | 16               | 22               | 6                | 32               | 11               | 0                | 22               | 24               | 23               | 17               | 26               | 9                | 3                | 4                                             | 22               | 0                | 11                   | 42               |
| Finlândia       | 18               | 29               | 6                | 36               | 12               | 0                | 22               | 32               | 26               | 17               | 31               | 15               | 3                | 4                                             | 34               | 0                | 11                   | 52               |
| Suíça           | 19               | 29               | 6                | 41               | 15               | 0                | 22               | 40               | 30               | 17               | 33               | 22               | 3                | 4                                             | 44               | 0                | 17                   | 64               |
| Chipre          | 19               | 29               | 10               | 44               | 15               | 0                | 28               | 40               | 30               | 24               | 41               | 32               | 3                | 5                                             | 46               | 0                | 22                   | 76               |
| Suécia          | 25               | 29               | 14               | 44               | 15               | 0                | 30               | 40               | 39               | 24               | 48               | 32               | 4                | 17                                            | 56               | 3                | 27                   | 84               |
| Áustria         | 25               | 31               | 20               | 56               | 18               | 0                | 40               | 45               | 38               | 24               | 52               | 32               | 4                | 17                                            | 63               | 3                | 27                   | 85               |
| Bélgica         | 25               | 39               | 22               | 56               | 18               | 0                | 52               | 48               | 43               | 30               | 52               | 36               | 4                | 18                                            | 70               | 3                | 27                   | 95               |
| Espanha         | 25               | 44               | 24               | 57               | 18               | 0                | 52               | 55               | 47               | 38               | 62               | 36               | 4                | 18                                            | 76               | 3                | 30                   | 107              |
| Dinamarca       | 25               | 48               | 24               | 59               | 18               | 0                | 59               | 55               | 55               | 44               | 72               | 36               | 4                | 21                                            | 77               | 3                | 35                   | 119              |
| Iugoslávia      | 25               | 48               | 24               | 65               | 18               | 0                | 69               | 60               | 57               | 48               | 79               | 37               | 4                | 21                                            | 80               | 3                | 43                   | 131              |
| Israel          | 26               | 53               | 24               | 67               | 18               | 0                | 79               | 67               | 57               | 52               | 85               | 45               | 4                | 21                                            | 80               | 3                | 46                   | 143              |
| Países Baixos   | 30               | 60               | 24               | 68               | 20               | 0                | 89               | 79               | 62               | 52               | 88               | 45               | 4                | 21                                            | 88               | 3                | 46                   | 149              |
| Irlanda         | 32               | 70               | 30               | 75               | 20               | 0                | 97               | 79               | 65               | 57               | 92               | 45               | 5                | 21                                            | 88               | 3                | 46                   | 161              |
| Alemanha        | 32               | 78               | 40               | 76               | 20               | 0                | 97               | 85               | 67               | 57               | 96               | 52               | 5                | 21                                            | 100              | 8                | 49                   | 161              |
| Lugar           | 13º              | 6º               | 12º              | 7º               | 15º              | 18º              | 3º               | 5º               | 8º               | 9º               | 4º               | 10º              | 17º              | 14º                                           | 2º               | 16º              | 11º                  | 1º               |
| Países Votantes | Portugal         | Luxemburgo       | Noruega          | Reino Unido      | Turquia          | Finlândia        | Suíça            | Chipre           | Suécia           | Áustria          | Bélgica          | Espanha          | Dinamarca        | República Socialista Federativa da Iugoslávia | Israel           | Países Baixos    | República da Irlanda | Alemanha         |
| Países Votantes | Países Pontuados |                  |                  |                  |                  |                  |                  |                  |                  |                  |                  |                  |                  |                                               |                  |                  |                      |                  |

#### 12 pontos
Os países que receberam 12 pontos foram os seguintes:
| # | Países Pontuados | Países Votantes                                                                   |
| - | ---------------- | --------------------------------------------------------------------------------- |
| 9 | Alemanha         | Chipre, Dinamarca, Espanha, Irlanda, Israel, Jugoslávia, Portugal, Suíça, Turquia |
| 2 | Chipre           | Noruega, Países Baixos                                                            |
| 2 | Israel           | Alemanha, Finlândia                                                               |
| 2 | Suíça            | Bélgica, Reino Unido                                                              |
| 2 | Reino Unido      | Áustria, Luxemburgo                                                               |
| 1 | Iugoslávia       | Suécia                                                                            |

### Maestros
Em baixo encontra-se a lista de maestros que conduziram a orquestra, na respectiva actuação de cada país concorrente. 
| País              | Maestro               |
| ----------------- | --------------------- |
| Portugal          | Luis Duarte           |
| Luxemburgo        | Jean Claudric         |
| Noruega           | Sigurd Jansen         |
| Reino Unido       | Ronnie Hazlehurst     |
| Turquia           | Garo Mafyan           |
| Finlândia         | Ossi Runne            |
| Suíça             | Joan Amils            |
| Chipre            | Martyn Ford           |
| Suécia            | Anders Berglund       |
| Áustria           | Richard Österreicher  |
| Bélgica           | Jack Say              |
| Espanha           | Miguel Ángel Varona   |
| Dinamarca         | Allan Botschinsky     |
| Iugoslávia        | Zvonimir Skerl        |
| Israel            | Silvio Nanssi Brandes |
| Países Baixos     | Rogier van Otterloo   |
| Irlanda           | Noel Kelehan          |
| Alemanha          | Norbert Daum          |
| Maestro anfitrião | Ronnie Hazlehurst     |

## Artistas repetentes
Em 1982, os repetentes foram:
| País (1982) | Foto                                    | Artista                                        | Ano Anterior                             | País Representado              | Canção                       | Tradução                  | Pontuação | Classificação |
| ----------- | --------------------------------------- | ---------------------------------------------- | ---------------------------------------- | ------------------------------ | ---------------------------- | ------------------------- | --------- | ------------- |
| Bélgica     |                                         | Stella Maessen (como parte dos Hearts of Soul) | ESC 1970 (como parte das Hearts of Soul) | Países Baixos                  | "Waterman"                   | Aquário                   | 7         | 7º            |
| Bélgica     | ESC 1977 (como parte dos Dream Express) | Stella Maessen (como parte dos Hearts of Soul) | Bélgica                                  | "A Million in One, Two, Three" | Um Milhão, em Um, Dois, Três | 69                        | 7º        |               |
| Noruega     |                                         | Anita Skorgan (com Jahn Teigen)                | ESC 1977                                 | Noruega                        | "Casanova"                   | Casanova                  | 18        | 15º           |
| Noruega     | ESC 1979                                | Anita Skorgan (com Jahn Teigen)                | Noruega                                  | "Oliver"                       | Oliver                       | 57                        | 11º       |               |
| Noruega     |                                         | Jahn Teigen (com Anita Skorgan)                | ESC 1978                                 | Noruega                        | "Mil etter mil"              | Milha após milha          | 0         | 20º           |
| Portugal    |                                         | Fatima Padinha (como parte das Doce)           | ESC 1978 (como parte dos Gemini)         | Portugal                       | "Dai-li-dou"                 | Dai-li-dou                | 5         | 17º           |
| Portugal    | Teresa Miguel (como parte das Doce)     |                                                | ESC 1978 (como parte dos Gemini)         | Portugal                       | "Dai-li-dou"                 | Dai-li-dou                | 5         | 17º           |
| Chipre      |                                         | Anna Vissi                                     | ESC 1980                                 | Grécia                         | "Autostop" (Ωτοστόπ)         | Boleia                    | 30        | 13º           |
| Reino Unido |                                         | Sally Ann Triplett (como parte dos Bardo)      | ESC 1980 (como parte dos Prima Donna)    | Reino Unido                    | "Love Enough for Two"        | Amor suficiente para dois | 106       | 3º            |